# Las Médulas
Las Médulas je povijesni lokalitet u blizini grada Ponferrada (općina El Bierzo, León (pokrajina), zajednica Kastilja i León, Španjolska) koji je bio važnim rudnikom zlata za vrijeme Rimskog Carstva. 
Njegov slikoviti krajolik je proizvod rimske tehnologije rudarenja (Ruina Montium) koju je objasnio Plinije Stariji 77. godine, a sastoji se u potkopavanju planine velikim količinama vode koja je dovođena putem sedam akvedukta s obližnjih planinskih rijeka.
Isti akvedukti su rabljeni u ispiranju velikih količina zlata.
Ekstrakcija zlata je otpočela odmah nakon što je pokrajinu Hispaniju osvojio prvi rimski car August, 25. godine. Sustav sedam paralelnih akvedukta s planine Sierra de La Cabrera je dug preko stotinu kilometara, a neki njihovi dijelovi su sačuvani, pa čak imaju i neke rimske natpise na latinskom.
Iskapanja arheoloških lokaliteta rimskih i pred-rimskih naselja Las Médulasa otkrili su značajne činjenice koje su učinile rimsku tehnologiju jasnijom. God. 1997. Las Médulas je upisan na UNESCO-ov popis mjesta svjetske baštine u Europi i osnovan je Kulturni park kojim upravlja Fundacija Las Médulas, organizacija koja uključuje državne, regionalne i lokalne dioničare, javne i privatne, te predstavlja primjer dobrog upravljanja nacionalnom baštinom.
- Las Medulas 2003.
- Ostaci rimskog akvedukta isklesanog u stijeni
- Ostaci rimskog rudarskog naselja Orellan
- Put kroz Las Medulas
- Prolaz kroz Las Medulas

## Vanjske poveznice
- Službena stranica fundacije Las Médulas, s virtualnim obilaskom i korisnim informacijama  Arhivirana inačica izvorne stranice od 18. svibnja 2006. (Wayback Machine)
- "Las Médulas, the Roman El Dorado".  Arhivirana inačica izvorne stranice od 1. veljače 2009. (Wayback Machine) (engl.)